# Лазенко Сергій Васильович
Сергі́й Васи́льович Лазенко (8 жовтня 1968 — 25 липня 2014) — прапорщик 72-ї окремої механізованої бригади Збройних сил України, загинув в ході російсько-української війни.

## Життєпис
Народився 1968 року в місті Переяслав-Хмельницький. Середню освіту здобув у ЗОШ № 4, Переяслав-Хмельницький. 1986 року призваний на строкову службу в РА, 1988 лишився надстроково, пройшов навчання у школі прапорщиків. До виводу радянських військ служив на території НДР. 1997 року демобілізувався, працював у Переяславі-Хмельницькому в пожежно-рятувальній службі, 2002-го вийшов на пільгову пенсію.
Березнем 2014-го мобілізований, головний сержант 1-го танкового взводу 2-ї танкової роти, 72-а окрема механізована бригада.
27 липня 2014-го по блокпосту Збройних сил України поблизу прикордонного села Григорівка Донецької області зі сторони Росії було здійснено декілька пострілів з танка, вибухом одного із снарядів прапорщику Лазенку відірвало ногу, все обличчя посікло осколками. Побратими надали першу допомогу та вкололи знеболювальне, однак вивезти пораненого не було можливості — на той час блокпост був оточений терористами. Імовірно, помер від втрати крові.
Очевидець: 25 липня 2014 орієнтовно о 13—14 год. відбувся обстріл позиції ЗСУ на переправі через р. Міус, між селами Червона Зоря та Кожевня. Обстріл проводився САУ з території РФ (орієнтовно за напямком і дальністю — ліс під Куйбишево). Один зі снарядів упав за укріплення й вибухнув за пів метра від Сергія. Він загинув миттєво. Оскільки позиція була в оточенні, тіло Сергія вдалося передати наступного дня.
Вдома залишилися мама, дружина Наталія та донька Анелія 2009 р.н. Похований 30 липня 2014-го в Переяславі-Хмельницькому.

## Нагороди
- орден Богдана Хмельницького III ступеня (27.11.2014, посмертно).

## Вшанування пам'яті
На честь Сергія Лазенка названо одну з вулиць міста Переяслав.